# Sauerland-Hellweg-Kolleg
Das Sauerland-Hellweg-Kolleg (bis 2021 Sauerland-Kolleg Arnsberg) ist eine Einrichtung des zweiten Bildungsweges zur Erlangung verschiedener Schulabschlüsse (Hauptschulabschluss, Fachoberschulreife, Fachhochschulreife und Hochschulreife). Dieses Weiterbildungskolleg bietet die drei Bildungsgänge Abendrealschule, Abendgymnasium und Kolleg an. Das Schulgebäude befindet sich im Ortsteil Hüsten der Stadt Arnsberg am Berliner Platz 3. Schulträger ist die Stadt Arnsberg. Für die Studierenden ist der Besuch der Schule kostenlos.

## Geschichte
1980 wurde in Arnsberg eine Außenstelle des Abendgymnasiums Lippstadt eingerichtet. 1987 wurde diese Außenstelle aufgrund eines Ratsbeschlusses der Stadt Arnsberg das Abendschulzenrum der Stadt Arnsberg. Gleichzeitig wurde eine Abendrealschule eröffnet. 1991 wurde das Abendschulzentrum in Sauerland-Kolleg Arnsberg umbenannt. Der dritte Bildungsgang, das Kolleg, wurde eingerichtet. Der Standort der Schule wechselte häufig. Zur Zeit als reine Abendschule fand der Unterricht in Räumen des Gymnasiums Laurentianum statt. Es folgte der Umzug in Räume des benachbarten ehemaligen Klosters Wedinghausen. Danach war es auf dem Mühlenberg in Hüsten angesiedelt. Seit 2007 findet der Unterricht in einem eigenen Gebäude am Berliner Platz 3 statt. Als erste Schule in Arnsberg ist das Sauerlandkolleg eine Schule der Vielfalt. Damit setzt sie sich gegen Homo- und Transphobie und für die Akzeptanz von unterschiedlichen Lebensweisen ein. In den vergangenen Jahren engagierte sich die Schule stark bei der Integration von Geflüchteten. Zeitweise bestand eine eigene Auffangklasse. Angestrebt wird eine Kooperation und ein Zusammenschluss mit dem Weiterbildungskolleg Unna. 2020 wurde Christoph Hesse, Schulleiter des Weiterbildungskollegs Unna, mit einer halben Stelle an das Sauerland-Kolleg Arnsberg abgeordnet. Zu Beginn des Schuljahres 2020/21 (12. August 2020) wurde Christoph Hesse kommissarischer Schulleiter des Sauerland-Kollegs. Das Sauerlandkolleg fusionierte zum Wintersemester 2021/22 mit dem Weiterbildungskolleg Unna zum Sauerland-Hellweg-Kolleg der Stadt Arnsberg mit Teilstandort Unna.

## Schulleiter
- Rita Herrmann (1987–2003)
- Rolf Tiemann (2003–2010)
- Rainer Hoffmann (2010–2014)
- Axel Bruns (2014–2020)
- Christof Hesse (seit 2020 kommissarisch)

## Schulprogramm
Das Sauerland-Kolleg Arnsberg versteht sich als eine Schule, die es Erwachsenen ermöglicht auch nach einer ersten Schullaufbahn Schulabschlüsse zu erwerben. Die Studierenden bringen sehr unterschiedliche Voraussetzungen mit. Deshalb ist es für diese Schule sehr wichtig, durch verschiedene Maßnahmen möglichst jeden Studierenden zu einem Abschluss zu führen. Zu diesen Maßnahmen gehören:
1. Selbstständiges Lernen in Modulen
2. Erwachsenengerechtes Unterrichten
3. Digitale Unterstützung des Lernprozesses, z. B. Abitur-Online
4. Beratung und Unterstützung in allen Lebens- und Schulsituationen
5. Schwerpunkte: Psychologie und Naturwissenschaft
6. Sprachförderung für Migranten
7. Förderunterricht in Mathematik, Englisch und Deutsch
8. Offenheit für individuelle Lebensformen

## Abendrealschule
Die Abendrealschule führt zu allen mittleren Schulabschlüssen, wie Hauptschulabschluss und Fachoberschulreife. Der Unterricht (20 Stunden pro Woche) findet vormittags oder abends statt. Der Kurs beginnt mit einer Phase des Lernens in Modulen. Hier können Studierende ihren jeweiligen Vorkenntnissen entsprechend selbstständig an Lernmodulen arbeiten. Sobald die Module erfolgreich bearbeitet wurden, erfolgt die Versetzung in das zweite Semester. Nach zwei weiteren Semestern nehmen die Studierenden an der zentralen Prüfung des Landes NRW teil, um den Realschulabschluss (Fachoberschulreife) zu erwerben. Die Studierenden müssen mindestens 17 Jahre alt und geringfügig beschäftigt sein.

## Abendgymnasium
Das Abendgymnasium ist ein Bildungsgang, der es berufstätigen Erwachsenen oder Familienmenschen ermöglicht, neben ihren täglichen Verpflichtungen das Abitur oder das Fachabitur zu erwerben. Dazu besuchen die Studierenden den Kurs Abitur-Online am Sauerland-Kolleg. Dabei besuchen sie an zwei oder drei Abenden den Präsenzunterricht (das entspricht 50 % der Unterrichtszeit) und bearbeiten in der Distanzphase den Unterrichtsstoff selbstständig auf der Lernplattform moodle. Dort reichen sie Aufgaben entsprechend einem Lernplan ein und finden daneben alle relevanten Unterrichtsmaterialien in einer Bibliothek. Außerdem gibt es weitere Arbeitsmöglichkeiten, wie Gruppenarbeit oder die Erstellung von Glossaren.
Die Studierenden müssen eine abgeschlossene Ausbildung, eine zweijährige Berufstätigkeit oder entsprechende Ersatzzeiten nachweisen. Sie müssen mindestens 18 Jahre alt und aktuell berufstätig oder arbeitslos sein oder die Führung eines Familienhaushaltes nachweisen.

## Kolleg
Das Kolleg führt als Vollzeitschulform Erwachsene zum Abitur oder Fachabitur. Der Unterricht von wöchentlich 30 Stunden findet vormittags statt. Der Schulbesuch dauert in der Regel drei Jahre und kann nach dem BAFöG gefördert werden.
Die Studierenden müssen eine abgeschlossene Ausbildung, eine zweijährige Berufstätigkeit oder entsprechende Ersatzzeiten nachweisen und mindestens 18 Jahre alt sein.

## Besonderheiten
- Modularisierung: Eigenständiges Lernen in den ersten Semestern der Abendrealschule
- Abitur-Online: Etwa die Hälfte des Unterrichtsstoffs wird im Selbststudium angeeignet. Die dafür benötigten Arbeitsmaterialien, Arbeitsaufträgen, Aufgaben und Lernpläne werden online über die Lernplattform Moodle zur Verfügung gestellt. An zwei bis drei Abenden pro Woche findet der Unterricht im Sauerland-Kolleg statt. Dort kann zusammen mit den Lehrerinnen, Lehrern und Mitstudierenden der zu Hause erarbeitete Unterrichtsstoff vertieft und Fragen geklärt werden.[10]
- Schule der Vielfalt: Schule ohne Homophobie[11]
- Ehemaliger Studierender: Andrea Renzullo